# 計帳使
計帳使（けいちょうし）とは、地方の国衙から中央の朝廷に派遣される四度使の1つ。大帳使（だいちょうし）とも呼ばれる。計帳（大帳）を太政官に申送（提出）する役目を負った。

## 概要
計帳の作成は改新の詔にも見られるが、具体的なことが判明するのは、大宝律令以後のことである。戸令によれば、京職と諸国は毎年6月30日までに計帳の作成を終えて、8月30日までに太政官に申送ことになっていた（ただし、『延喜式』では陸奥国・出羽国・大宰府（西海道諸国の分は一旦大宰府に集められる）は9月30日までに申送ことになっている）。ただし、計帳は戸単位の申告書である「手実」、手実を坊・里単位にまとめて清書した「歴名」、国内の戸数・口数・調庸輸納予定額を記した「国帳（目録帳）」の3つに分かれていたが、その申送したのはその全部なのか、一部なのかについては諸説がある。
計帳使は毎年国司のうち、主典以上が交替で務めたが、四等官より格下の史生・医師が務める事例もあった。計帳使は所定の期日までに太政官の弁官局に枝文と呼ばれる付属文書とともに提出し、主計寮の勘会を受けた。勘会の結果、課口や調庸輸納予定額が以前より増加している場合や減少に正当な理由がある場合や減少分の補填の見通しが出された場合には返抄が発給されたが、現状維持もしくは減少となった場合には受理を拒否されて返却され、計帳使は勘会が終わるまで都に滞在する必要があった。
なお、佐渡国のように遠隔地では他の四度使が一括して申送ことが例外的に認められていたが、弘仁2年6月17日（811年7月10日）付太政官符（『類聚三代格』12所収）によって、大帳（計帳）は同じ四度使である朝集使が申送こととされ、計帳使は形骸化することになった。